# Lamington
Le lamington est un gâteau traditionnel australien constitué de rectangles de gâteau éponge recouverts d'un glaçage au chocolat (parfois à la framboise) et roulé dans de la noix de coco séchée. La préparation appliquée en couche fine est absorbée par l'extérieur du gâteau après un temps de repos, ce qui lui donne une texture particulière. Le lamington reste un encas populaire à travers toute l'Australie et la Nouvelle-Zélande. Il est appelé affectueusement « lammo » par les Australiens.

## Composition

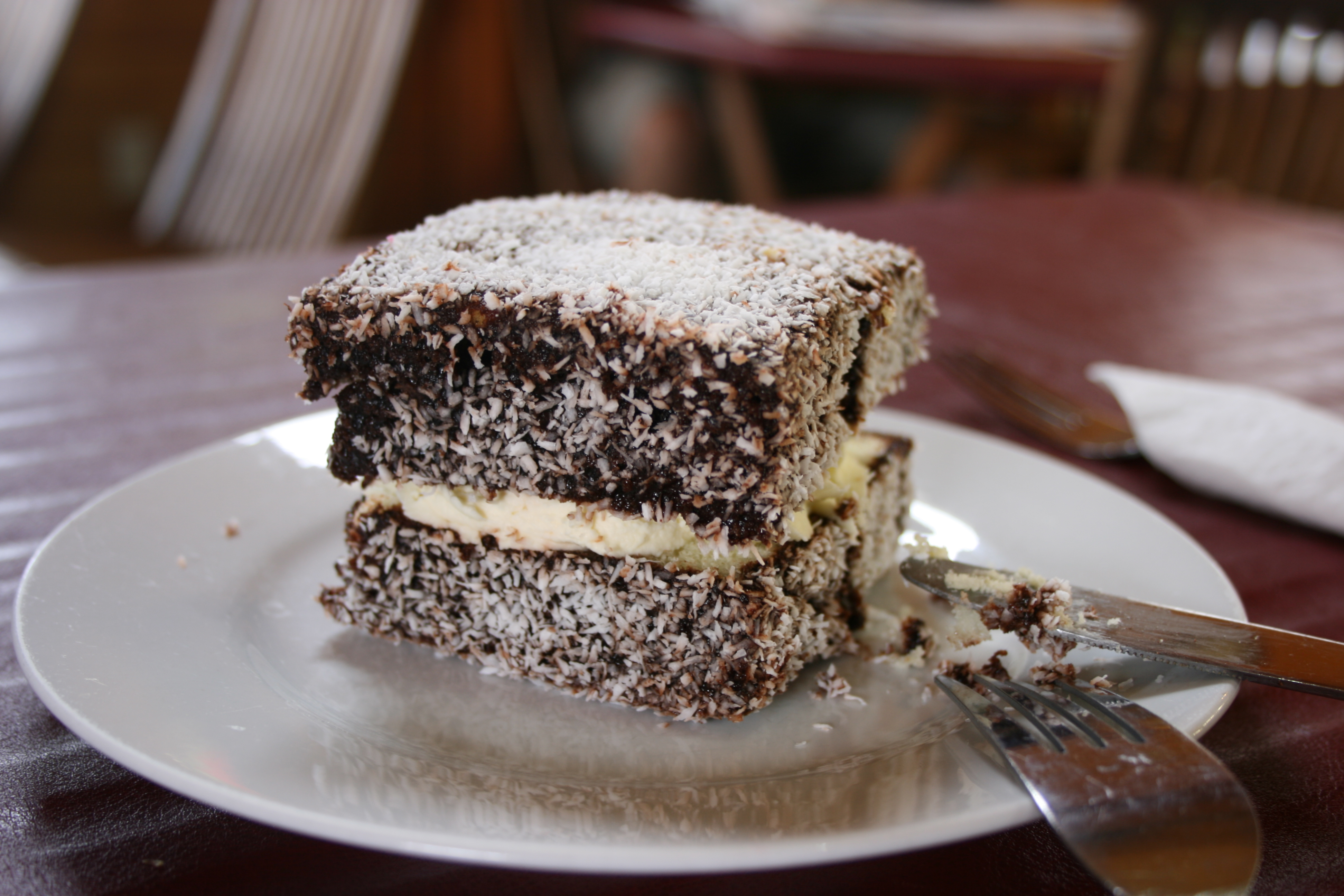
Un lamington fourré à la crème

Il est composé de sucre, de beurre, d'œufs, et il est ensuite enrobé de chocolat et de noix de coco. Ce gâteau a très souvent une forme carrée ou rectangulaire, mais dépasse rarement plus de 5 cm de hauteur. Il se sert généralement à la fin du repas, au dessert.

## Origine

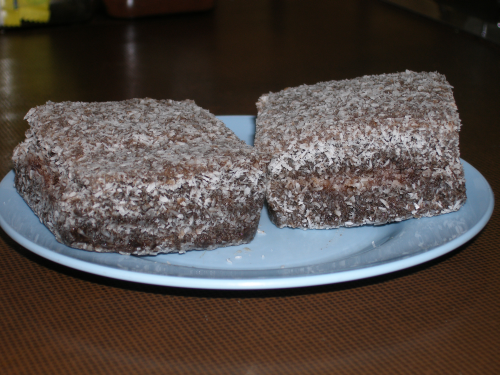
Deux lamingtons traditionnels

Le nom de lamington viendrait du baron Charles Cochrane-Baillie, 2e baron de Lamington, gouverneur du Queensland entre 1896 et 1901. Plusieurs explications plus ou moins fantaisistes expliquent la relation entre le baron et le dessert.
Maurice French, un professeur émérite d'histoire à l'Université du Southern Queensland, qui a étudié la question en profondeur, considère certain le fait que le lamington a été nommé en l'honneur de Lord Lamington, ou en l'honneur de son épouse, Lady Lamington,. La plupart des sources privilégient la première option,,. 
L'identité de l'inventeur de la recette a aussi fait l'objet de discussions. La plupart des récits attribuent sa création au chef cuisinier de Lord Lamington d'origine française, Armand Galland, qui aurait été amené à cuisiner à la hâte pour des invités de dernière minute. Utilisant uniquement les ingrédients à sa disposition, Armand Galland aurait découpé des restes d'un gâteau éponge à la vanille cuit la veille, trempé les tranches dans du chocolat avant de les passer dans de la noix de coco. Impressionné par la création de Armand Galland, les invités des Lamington auraient demandé la recette ultérieurement. Le récit des évènements est appuyé par les mémoires de Lady Lamington. La noix de coco n'était pas d'usage courant dans la cuisine européenne à cette époque, mais Armand Galland y aurait été familiarisé, sa femme venant de Tahiti où la noix de coco est un ingrédient courant. Un de ces récits suggère que le lamington aurait été servi pour la première fois à Toowoomba, lorsque Lord Lamington emmena son entourage à Harlaxton House pour échapper à la chaleur humide de Brisbane, tandis qu'un autre affirme qu'il a été créé par Armand Galland à la Maison du Gouvernement du Queensland à Brisbane durant les journées chargées précédant la fondation de la Fédération en 1901. Un autre récit assure que le cuisinier de Lord Lamington, possiblement Galland, aurait fait tomber accidentellement un morceau de gâteau éponge dans du chocolat. On se rendit compte plus tard que de la noix de coco saupoudrée par-dessus rendait le gâteau plus appétissant.
Une autre inventrice possible de la recette serait Amy Schauer, formatrice en cuisine au Central College de Brisbane de 1897 à 1938.
Le « lamington cake » est mentionné pour la première fois dans un journal de l'année 1896 évoquant un évènement, un « Lamington Function » qui s'est tenu à Laidley dans le Queensland. L'événement était organisé en l'honneur de Lord Lamington (bien que ce dernier n'y ait pas assisté) et comportait aussi un « thé Lamington » et une « soupe Lamington », etc., bien que l'absence d'une description spécifique du gâteau laisse à penser que rien ne distinguait ce gâteau mis à part son nom, lié à l'évènement. Une recette de Lamington cake datant de 1900 a été retrouvée dans un journal, le Queensland Country Life. Bien que la recette soit originaire du Queensland, elle s'est rapidement diffusée, elle est mentionnée dans un journal de Sydney en 1901 et dans un journal néozélandais en 1902. Toutefois, aucune de ces recettes ne nous renseigne ni sur le nom de son créateur ni sur l'origine du nom du gâteau. Un document de 1927 fait le lien entre le gâteau et Lord Lamington.

## Variantes

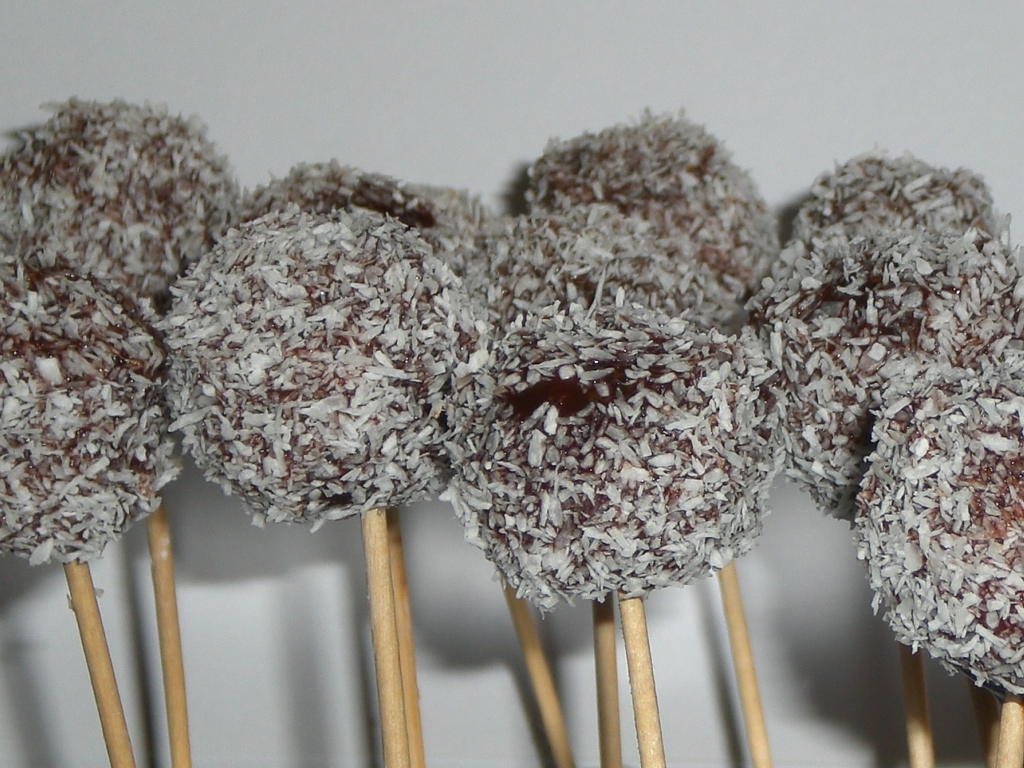
Čupavci sous forme de cake pop.

Une variation courante comprend une couche de crème ou de confiture de fraise entre deux moitiés de lamington. L'ystervarkies (porc-épic) est un dessert d'Afrique du Sud similaire mais plus petit . À Cleveland dans l'Ohio, ils sont appelés coconut bars. En Serbie, en Bosnie-Herzégovine et en Croatie, il existe un gâteau similaire appelé čupavci.

## Célébration
Le 21 juillet 2006 a été promu National Lamington Day en Australie. En 2009, au cours des célébrations du Q150 (en), le 150e anniversaire de la séparation du Queensland d’avec la Nouvelle-Galles-du-Sud, le lamington a été présenté comme l'une des icônes culturelles du Queensland pour son rôle en tant qu'« innovation et invention » emblématique.